# 欽定大南會典事例
《欽定大南會典事例》（越南语：／）是越南阮朝官修會典，仿照《欽定大清會典事例》體例編修而成，共有三部。

## 編纂過程
阮朝先後編修了三部《會典》，其中第一部為正編，題作《欽定大南會典事例》，第二部和第三部是續編，都題作《欽定大南會典事例續編》，第三部又被稱作《欽定大南會典事例續編後次》，也稱作“再續編”。
第一部《欽定大南會典事例》：明命十五年（1834年），阮朝組織編纂了《皇越會典撮要》，共十四卷。但內容簡略，記載不詳。紹治三年（1843年），紹治帝下令編纂《大南會典》。嗣德五年（1852年）完成並刊印。
第二部《欽定大南會典事例續編》：成泰元年（1889年）輔政府奏請編修《會典》。成泰七年（1895年）草成。啟定二年（1917年），國史館奏請刊印《欽定大南會典事例續編》。
第三部《欽定大南會典事例續編》：維新八年（1914年）開始編修。啟定二年（1917年）草成，保大年間刊印。

## 內容
第一部正編收錄了嘉隆元年（1802年）至嗣德四年（1851年）間的相關文獻，共二百六十四卷。其中目录二卷，正文二百六十二卷，卷首有上諭、奏摺、凡例等內容。正文收錄了尊人府（卷一至卷四）、機密院（卷五）、集賢院（卷六）、吏部（卷七至卷三十五）、戶部（卷三十六至卷六十八）、禮部（卷六十九至卷一百三十六）、兵部（卷一百三十七至卷一百七十八）、刑部（卷一百七十九至卷二百五）、工部（卷二百六至卷二百二十三）、內閣（卷二百二十四至卷卷二百二十六）、都察院（卷二百二十七至卷二百三十）、通政使司（卷二百三十一）、大理寺（卷二百三十二）、謹信司（卷二百三十三）、翰林院（卷二百三十四）、太常寺（卷二百三十五至卷二百三十六）、光祿寺（卷二百三十七至卷二百三十八）、內務府（卷二百三十九至卷二百四十二）、內務節慎司（卷二百四十三）、武库（卷二百四十四至卷二百四十五）、武库製造司（卷二百四十六至卷二百四十七）、倉場（卷二百四十八至卷二百四十九）、木倉（卷二百五十）、木倉營繕司（卷二百五十一）、郵政司（卷二百五十二至卷二百五十三）、火砲司（卷二百五十四至卷二百五十五）、漕政（卷二百五十六至卷二百五十七）、太醫院（卷二百五十八）、欽天監（卷二百五十九至二百六十）、國子監（卷二百六十一至卷二百六十二）等機構文獻。
第二部《欽定大南會典事例續編》收錄了嗣德五年（1852年）至成泰元年（1889年）間的相關文獻，共六十卷。正文收錄尊人府（卷一）、機密院（卷二）、吏部（卷三至卷十）、戶部（卷十一至卷十六）、禮部（卷十七至卷三十三）、兵部（卷三十四至卷三十七）、刑部（卷三十八至卷四十三）、工部（卷四十四至卷四十九）、內閣（卷五十）、都察院（卷五十一）、大理寺（卷五十二）、侍衛處謹信司（卷五十三）、內務府（卷五十四）、武库（卷五十五）、倉場（卷五十六）、欽天監（卷五十七）、奉護衙（卷五十八）、通寶衙（卷五十九）、護城衙（卷六十）等機構文獻。
第三部《欽定大南會典事例續編》收錄了成泰二年（1890年）至維新八年（1914年）間的相關文獻，共五十三卷。正文收錄了尊人府（卷一）、輔政府（卷二）、集賢院（卷二）、機密院（卷三）、吏部（卷四至卷七）、戶部（卷八至卷十七）、禮部（卷十八至卷三十五）、學部（卷三十六至卷三十七）、兵部（卷三十八至卷四十）、刑部（卷四十一至卷四十三）、工部（卷四十四至卷四十七）、內閣（卷四十八）、護城（卷四十八）、國史館（卷四十九至卷五十）、都察院（卷五十一）、侍衛處謹信司（卷五十一）、內務府（卷五十一）、欽天監（卷五十一）、國子監（卷五十二）、候補學堂（卷五十三）、國學場（卷五十三）等機構文獻。

## 史料價值
《欽定大南會典事例》包含了大量阮朝詔旨、奏疏、諭旨、敕令等第一手資料，涵蓋了阮朝各個政府機構，反映了阮朝政治、教育、科舉、官制等多方面內容，是研究阮朝歷史的基礎文獻。

## 流傳情況
《欽定大南會典事例》正編和兩部續編存世都不多。如今世界上正編全本僅存四套，法國遠東學院則藏有世界上僅存的一套《續編》和《續編後次》印本。河內則藏有一部《續編》印本。
1965年，越南共和國文化教育出版社翻譯出版了《柔遠：欽定大南會典事例》（一），即正編卷132和卷133。1966年，文化教育出版社又出版了《柔遠：欽定大南會典事例》（二），即正編卷134至卷136。1968年，西貢特責文化國務卿府翻譯出版《邦交：欽定大南會典事例》，即正編卷128至卷131。這三冊同時附有影印原文。
1993年起，越南順化出版社陸續翻譯出版了《欽定大南會典事例》正編，同時附有影印原文。
2004年起，越南教育出版社陸續翻譯出版了《欽定大南會典事例續編》，同時附有影印原文。
2015年12月，中國人民出版社和西南師範大學出版社共同組織的《域外漢籍珍本文庫》項目據法國遠東學院藏本影印出版了《欽定大南會典事例》，包含正編、續編和再續編三部內容，這是該書首次三部全本影印出版。

## 外部連結
- 《欽定大南會典事例》（.   [2016-11-23]. （原始内容存档于2019-08-19）.）
  - 卷四十三至卷四十四 （页面存档备份，存于）
  - 卷四十五至卷四十七 （页面存档备份，存于）
  - 卷五十至卷五十一 （页面存档备份，存于）
  - 卷五十二至卷五十三 （页面存档备份，存于）
  - 卷五十四至卷五十六 （页面存档备份，存于）
  - 卷五十七至卷五十八 （页面存档备份，存于）
  - 卷五十九至卷六十 （页面存档备份，存于）
  - 卷六十一至卷六十二 （页面存档备份，存于）